# Auguste de Canchy
 (février 2018).
Si vous disposez d'ouvrages ou d'articles de référence ou si vous connaissez des sites web de qualité traitant du thème abordé ici, merci de compléter l'article en donnant les références utiles à sa vérifiabilité et en les liant à la section « Notes et références ».
Auguste Aimé Nicolas du Moustier de Canchy est né le 24 juillet 1774 à Chartres. Il fut guillotiné le 3 novembre 1801 à Angers, après avoir été condamné à mort dans l'affaire de l'enlèvement du sénateur Clément de Ris.

## Biographie

### Famille
Il est le fils de François Gabriel Nicolas Aimé du Moustier de Canchy, seigneur de Goustranville, (1726-1799)  lieutenant- général au siège présidial et bailliage de Caen (1766) et de Thérèse Godin, fille d'Etienne François Godin, avocat au parlement de Ps bailli civil et criminel de la justice de Saint-Pere. Ses parents se sont mariés le 3 octobre 1766 à Mainvilliers, un faubourg de Chartres,.
Le 24 juillet 1774, Auguste Aimé Nicolas naît à Chartres, rue Chantault. En juin 1775, François Gabriel Nicolas Aimé du Moustier de Canchy renonce à la succession de son père François Gabriel Aimé du Moustier de Canchy (1705 -1764) qui avait de gros soucis d'argent.

### Carrière militaire
Il s'engage dans l'armée royale comme officier. L'explosion d'un baril de poudre le rend presque sourd. Il y rencontre Charles de Mauduison (qui combattait comme officier Vendéen aux côtés de son père Charles et de son oncle Nicolas-Charles de Mauduison).

### Mariage
Le 17 août 1799, à Chartres, il épouse Françoise Victoire de Mauduison. Françoise est la sœur de son ami Charles de Mauduison. Auguste Aimé Nicolas du Moustier de Canchy va s'installer chez sa belle mère Mauduison, à Nogent-le-Rotrou, rue Dorée (actuellement rue Gouverneur).

### Descendance
De cette union naît le 23 novembre 1800 Jean Charles Adolphe. Il sera baptisé à l'église Notre-Dame de Nogent-le-Rotrou le 20 janvier 1801. C'est la dernière fois que l'enfant verra son père et son oncle, arrêtés l'après midi même dans l’hôtel particulier Mauduison rue Dorée.

### Décès
Après un simulacre de procès pour l'enlèvement présumé du sénateur Clément de Ris, Auguste Aimé Nicolas du Moustier de Canchy est guillotiné le 3 novembre 1801 à Angers.

## Les origines de la famille du Moustier de Canchy

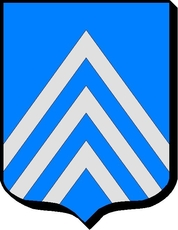
Armes de la famille du Moustier de Canchy

Auguste Aimé Nicolas du Moustier de Canchy appartenait à une famille originaire de Normandie. Les du Moustier étaient seigneurs de Canchy, près de Bayeux, de Goustranville, de La Motte, etc.
En 1697, des lettres de noblesse furent délivrées à Nicolas du Moustier de Canchy, conseiller, lieutenant-général, maire politique et juge perpétuel de la ville de Caen.
En 1732, un nouvel arrêt de maintenue de noblesse est rendu par le Conseil d'État, en faveur de François-Gabriel-Aimé du Moustier de Canchy, lieutenant-général au bailliage de Caen, et un autre, en 1749, pour Michel du Moustier de Canchy, seigneur de Goustranville.
En 1760, par la mort de Michel du Moustier, marquis de  Goustranville, sa fortune revint a François-Gabriel-Nicolas-Aimé du Moustier de Canchy, cousin-germain du défunt et père d'Auguste de Canchy qui épousa la sœur de Jean de Mauduison.

### Armoiries
Les armes des du Moustier sont : D'azur aux trois chevrons d'argent.